# Mei-chan's Butler
Mei-chan's Butler (メイちゃんの執事?, Mei-chan no shitsuji) è un manga scritto e disegnato da Riko Miyagi. Il manga è stato serializzato su Margaret, testata pubblicata dalla Shūeisha. Il manga è anche pubblicato a Taiwan dalla Tong Li Publishing e in Italia dalla Star Comics.
La serie è stata adattata in un dorama, trasmesso da Fuji TV fra il 13 gennaio e il 17 marzo 2009 e intitolato Mei-chan no Shitsuji.

## Trama
Quand'era bambina Mei Shinonome iniziò a vagare senza meta, finendo per perdersi nel bosco. Impaurita e sola si mise a cantare una canzoncina per farsi coraggio, Il maggiordomo di Mei (in realtà voleva dire La pecora di Mei, ma non riusciva a pronunciarlo in modo corretto). Improvvisamente dal nulla apparve un uomo che le si presentò come il suo maggiordomo. Quest'uomo prese in braccio la piccola Mei e la portò in salvo, per poi sparire nel nulla. Nonostante questo episodio l'abbia profondamente segnata, di lui Mei ricorda pochissimi dettagli fra cui una spilla a forma di "S" sulla giacca. Quando Mei ebbe tredici anni i suoi genitori morirono in un incidente stradale. Nel giorno dei funerali, arrivò un ragazzo, il bel Rihito Shibata, che afferma di essere il suo maggiordomo, inoltre le dice che è la nipote di Kintaro Hongo, proprietario della casata più ricca del Giappone. Mei nota subito una cosa: anche Rihito ha la stessa spilla a forma di "S" che aveva l'uomo che l'aveva salvata nel bosco. Costretta per motivi di sicurezza a trasferirsi nella scuola femminile Santa Lucia, Mei conoscerà delle signorine, anch'esse di buona famiglia, affiancate anche loro da bei maggiordomi. Ed è proprio in quella scuola che cominceranno le esilaranti avventure della protagonista.

## Personaggi

### Signorine

#### Mei Shinonome / Mei Hongo
- Dormitorio: Ombra (in realtà al liceo sarebbe potuta avanzare al grado Luna, ma perde le sue luci).

È la protagonista. Perde i suoi genitori all'inizio della storia e a quel punto arriva subito, a prendersi cura di lei, Rihito. Lei s'innamora subito dell'affascinante maggiordomo e va alla scuola femminile di Santa Lucia, proprio per diventare alla sua altezza. È una ragazza che ama aiutare gli altri. Ha molti pretendenti ma solo pochi sono innamorati, la maggior parte aspira ad arricchirsi tramite la ricchezza di casa Hongo. È un po' sempliciotta, ingenua e dolce.

#### Izumi Ryuonji
- Dormitorio: Sole

Primogenita del casato Ryuonji, dopo la morte improvvisa del padre diventa la capofamiglia (nonostante faccia le medie), ma non senza problemi: la sua matrigna cerca di allontanarla dalla famiglia, facendo leva sul fatto che è la figlia di un'amante, mentre la sua figlia Miu è l'erede legittima. Fortunatamente Rihito (su ordine di Mei) riesce a risolvere la situazione facendo capire che sa che la piccola Miu non ha nemmeno una goccia di sangue dei Ryuonji, e se il fatto divenisse pubblico per lei e la bambina sarebbe la fine, costringendola così a far riconoscere Izumi come nuova capofamiglia.

#### Rika Kayama
- Dormitorio: Luna (medie) Sole (liceo)

Miglior amica di Izumi, nonostante siamo completamente diverse, per via del suo carattere è soprannominata "La Regina". Orgogliosa e capricciosa, prende subito in antipatia Mei e la sfida per rubarle Rihito che è "sprecato per una come lei", finendo invece per perdere Aoyama, che però le venne restituito il giorno dopo. Sua madre è un'attrice famosa, che la concepì al tempo del debutto, è per questo suo padre la fidanza con un principe straniero e decide che finite le medie andrà a vivere da lui, prima che qualcuno lo scopra. Nella seconda parte della storia si scopre che il suo fidanzato era Irfan, che però ruppe il fidanzamento e per questo Rika è potuta restare alla St. Lucia.

#### Miruku Mamahara (Adams)
- Dormitorio: Luna (medie) Sole (liceo)

Ha 5 anni (al liceo 9) ed è la ragazza più intelligente della classe con l'hobby dell'occulto. Essendo cresciuta senza genitori è molto legata al suo maggiordomo Daimon.
Durante il liceo scoprì di essere in realtà la figlia "creata" da Kurumi Mamahara dal suo DNA e da quello di Damian Adams. Poiché entrambi i suoi genitori sono dei geni si spiega la grande intelligenza di Miruku.
Quando è "nata" sua madre aveva 14 anni e suo padre 15. "Miruku" è l'anagramma di "Kurumi", mentre il suo compleanno (6/6) e gruppo sanguigno sono gli stessi di Damian.

#### Fujiko Natsume
- Dormitorio: Stella

È una ragazza sexy e provocante che, a quanto pare, ama il cosplay.

#### Tami Yamada
- Dormitorio: Ombra

#### Shiori Hongo / Lucia
- Dormitorio: Palazzo Lucia (il grado più alto tra le studentesse del Sole)

All'età di 4 anni venne adottata da Kintaro Hongo e ne divenne l'erede; da allora si impegnò con tutta se stessa per adempiere a quel ruolo. Non si sa praticamente nulla dei suoi genitori, solo che sono lontani parenti degli Hongo e Shiori non li ha mai più rivisti, come si vedrà alla fine questo fatto l'ha segnata profondamente: temette di essere abbandonata e di restare sola come "una bambina inutile". Nella sua infanzia conobbe Rihito e se ne innamorò, arrivando a considerarlo l'unica cosa importante nella sua vita, non si sa quando, ma poi Rihito venne sostituito da Shinobu, che oltre a essere un maggiordomo era anche un medico, perché potesse prendersi cura di lei che ha sempre avuto una salute cagionevole. Proprio a causa della sua salute non frequenta regolarmente la scuola e ripete l'anno scolastico continuamente, infatti nonostante abbia 20 anni è in seconda media.
Il suo rapporto con Shinobu è molto ambiguo: lei lo considera solo il suo maggiordomo "temporaneo" e ama Rihito, ma i due hanno spesso rapporti sessuali.

#### Clarice
- Dormitorio: sta nel dormitorio per gli studenti stranieri, ma il suo grado sarebbe Luna.

Appare solo nella seconda parte della storia, si spaccia per il fratello Klauss ed è secondo le altre il pretendente migliore per la mano di Mei. È aiutata da Mei quando la Krussia vuole conquistare il Principato di Bernstein. È innamorata di Leon, il suo maggiordomo. È molto forte ma, soprattutto, tirchia. Quando regala una rosa a Mei da 1000 yen (9€ ), pensa di aver tradito il padre, la madre e il popolo e vuole farsi ridare i soldi da casa Hongo. È molto affascinante!

### Maggiordomi
- Rihito Shibata
- Kento Shibata / Kento Redford

Amico d'infanzia di Mei, è innamorato di lei da sempre. Odia i maggiordomi fin da piccolo, ma quando Mei si scrive alla St. Lucia decide di diventare il suo maggiordomo personale al posto di Rihito. Nella seconda parte della storia si scopre che nei 4 anni in cui è scomparso è stato adottato da suo zio ed è diventato l'erede della famiglia Redford, nonché uno dei pretendenti di Mei. Oltre al titolo di duca, Kento è anche diventato un maggiordomo di classe A, così da poter servire Mei.
- Kiba
- Aoyama
- Daimon
- Nezu
- Shinobu
- Leon

Amico d'infanzia di Clarice e Klaus. Appoggia Clarice, di cui è sempre stato innamorato, nel suo ruolo di principe fino a quando non viene scoperta. In realtà è il capo delle scuderie e servitore personale di Clarice, ma quando lei si iscrive alla scuola prende la licenza di maggiordomo per poterle stare accanto.

### Pretendenti di Mei

#### Irfan
Principe ereditario del regno di Arabyra, è un ragazzo un po' perverso, ma in seguito grazie a Mei cambierà, diventando un pochino più maturo.

#### Klauss Karl Ludwig Von Bernstein
Principe del regno di Bernstein.
In realtà è Clarice che si spaccia per il fratello. Il vero principe Klauss è morto da giovane, ma sembra che avesse una salute cagionevole e fosse molto più tranquillo della sua gemella, ma anche lui amava profondamente il suo paese.

#### Yang Xue
L'equivalente di Kintaro Hongo ma in Cina, è uno dei tanti pretendenti di Mei ancora avvolti nel mistero.

#### Damian Adams
Intelligentissimo scienziato americano di 24 anni dall'aspetto trasandato, ma in realtà bellissimo. In realtà accetta di diventare uno dei pretendenti di Mei solo per poter entrare nella scuola St. Lucia e incontrare Miruku.
Fin da giovane è stato un genio, ma dopo la morte della madre perde interesse per la vita, trovando pace solo nel gioco online "Hallelujah". Poiché infrangeva le regole e usava trucchi, il game master, il "dio" del gioco, lo ha affrontato in un duello, mettendo in palio i dati del loro DNA, ma perde contro il "dio" alias Kurumi Mamahara in un istante. I due trascorrono così 10 anni passando il tempo insieme in Hallelujah, e Damian si innamora di quella "ragazza coi codini" che si prende sempre gioco di lui, senza mai però dichiararle il suo amore o incontrarla nella realtà.
È il primo a capire che Kurumi è morta, ma lo tiene in segreto, e seguendo le sue indicazioni cerca la "piccola me" che sarebbe la chiave per ottenere le ricerche di Kurumi, in modo che non cadano nelle mani sbagliate, per questo porta Miruku fuori dalla scuola. Capisce che c'è qualcosa di strano sulla nascita di Miruku, poiché se è davvero la figlia di Kurumi, quest'ultima l'avrebbe partorita a 14 anni! Nel messaggio d'addio di Kurumi, scopre che anche lei è sempre stata innamorata di lui e di essere lui il padre di Miruku Mamahara, poiché Kurumi aveva usato i loro dati del DNA per fare in modo che Miruku non avesse la sua stessa malattia. Alla fine resta nella scuola come medico per stare accanto a sua figlia.
Tra l'altro lui e Miruku hanno lo stesso compleanno e lo stesso gruppo sanguigno.

### Altri
- Kintaro Hongo

Nonno di Mei, soprannominato "Il Colosso", è la persona più ricca e influente del Giappone.
- Hideto Shibata

Nonno di Rihito e Kento. Da giovane era una maggiordomo di classe S ed era il secondo maggiordomo di casa Redford, in Inghilterra, ma finì per innamorarsi di Clair, l'unica figlia del duca e i due fuggirono insieme. In seguito divenne maggiordomo di casa Hongo fino a ritirarsi. Conosce Mei da quando è nata.
- Maria Shibata

Maria è la madre di Rihito e Kento, metà giapponese e metà inglese. È dotata di una bellezza incredibile e se avesse voluto sarebbe potuta diventare una modella internazionale. Rihito ha ereditato il suo carattere, mentre Kento il suo aspetto.
- Chris Redford

Figlio di Hideto Shibata e fratello gemello di Maria (è il maggiore), nonché zio di Rihito e Kento. Adottato da suo nonno materno, al quale serviva un erede, è diventato l'attuale duca di Redford, ma come ha detto lui stesso il sangue dei Shibata gli scorre nelle vene ed è sempre stato affascinato dal lavoro dei maggiordomi. Essendo gay e perciò non avendo eredi, decide di adottare Kento, che assomiglia molto alla sua adorata sorellina Maria (sister complex), invece di Rihito che "gli mette paura". Sembra sia amico di Kintaro Hongo.
- Kurumi Mamahara

La madre di Miruku e "fidanzata" di Damian. Fin dalla nascita aveva una rara malattia che la faceva invecchiare rapidamente, infatti a dieci anni aveva l'aspetto di una donna anziana, ma anche una bambina prodigio. Poiché sapeva di non poter vivere oltre circa i 20 anni cerco di vivere a pieno la sua vita, si scrisse alla scuola St. Lucia. Poiché desiderava essere come le altre ragazze, su suggerimento di una persona conosciuta in chat (probabilmente Kintaro Hongo) creo il gioco "Hallelujah" dove conobbe Damian Adams di cui si innamorò. A 14 anni desiderando poter stare con lui per sempre, ma sapendo che non le restavano più di dieci anni, decise di lasciargli "una parte di sé". Creò quindi un clone di sé, eliminando i suoi geni difettosi e sostituendoli con quelli di Damian, ovvero la loro figlia Miruku. Si tiene in contatto per dieci anni con Damian e Miruku, senza mai incontrali di persona per paura del suo aspetto, i due infatti conoscono solo l'aspetto che avrebbe avuto se fosse stata sana (molto simile a Miruku). Muore poi a 23 anni da sola in un centro di ricerche in Svizzera, lasciando un messaggio finale per Damian e Miruku dentro Hallelujah, in cui racconta loro tutto, affida Miruku a Damian e gli ringrazia perché solo grazie a loro la sua breve vita ha avuto un senso.

## Media

### Manga
Mei-chan no Shitsuji è un manga scritto ed illustrato da Riko Miyagi. Il manga è stato serializzato su Margaret della Shūeisha. I singoli capitoli sono stati poi ripubblicati in venti tankōbon dalla Shueisha. Il manga è stato licenziato e pubblicato in Taiwan dalla Tong Li Publishing, mentre in Italia dalla Star Comics, che lo ha pubblicato sulla testata Starlight. La serie Mei-chan no Shitsuji è il settimo manga più venduto nel 2009 con 3,076,659 copie vendute.

### Dorama
Il manga è stato poi adattato in un dorama in dieci episodi, trasmessi da Fuji TV fra il 13 gennaio ed il 17 marzo 2009. Il 17 giugno 2009 la serie è stata raccolta in un cofanetto DVD. Mei-chan no Shitsuji ha ricevuto due riconoscimenti al sessantesimo Japanese Drama Academy Awards il 22 aprile 2009. Mei-chan no Shitsuji ha vinto il riconoscimento come miglior serie TV, mentre Takeru Satō come miglior attore non protagonista.